# Mapledurham House
Koordinaten: 51° 29′ 7″ N, 1° 2′ 7,2″ W

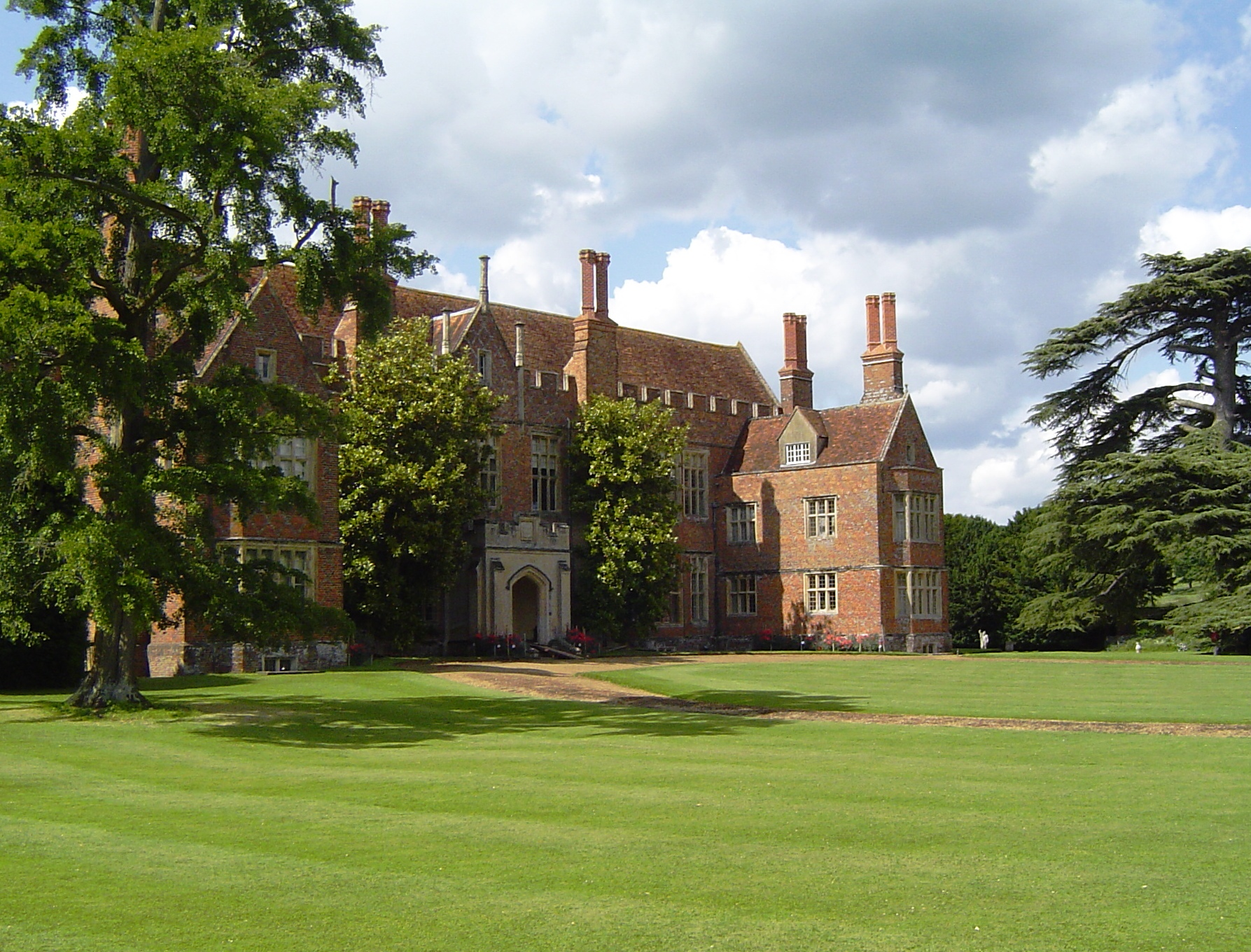
Mapledurham House

Mapledurham House ist ein Landhaus bei Mapledurham in Oxfordshire.

## Geschichte
Ein Herrenhaus wurde auf dem Gelände von Mapledurham House schon zur Zeit des Domesday Book verzeichnet. Dieses Haus gehörte William de Warrene und kam durch Heirat an Gerard de Gournay, von dem es 1270 an die Familie Bardolf kam. Nach dem Tod des letzten männlichen Nachkommen der Familie Bardolf wurde das Haus 1490 an Richard Blount of Iver verkauft. Es befindet sich seitdem im Besitz der Familie Blount.
Richard Blounts Enkel begann den Neubau eines Landhauses, das aber erst 1612 von seinem Sohn fertiggestellt wurde. Die Blounts kämpften zur Zeit des englischen Bürgerkrieges auf der Seite des Königs und das Haus wurde von den Truppen des Parlaments belagert und geplündert.
Ludolf Blounts Töchter Theresa und Martha waren beide enge Freunde des Dichters Alexander Pope, der ein häufiger Besucher war und Martha bei seinem Tod zahlreiche Dinge hinterließ, die heute im Haus ausgestellt sind.
Ende des 18. Jahrhunderts wurde eine kleine Kapelle im Haus im gotischen Stil von Strawberry Hill eingebaut, sowie im Verlauf des 19. Jahrhunderts verschiedene Überarbeitungen Verzierungen im Inneren vorgenommen.

## St Margaret’s Church

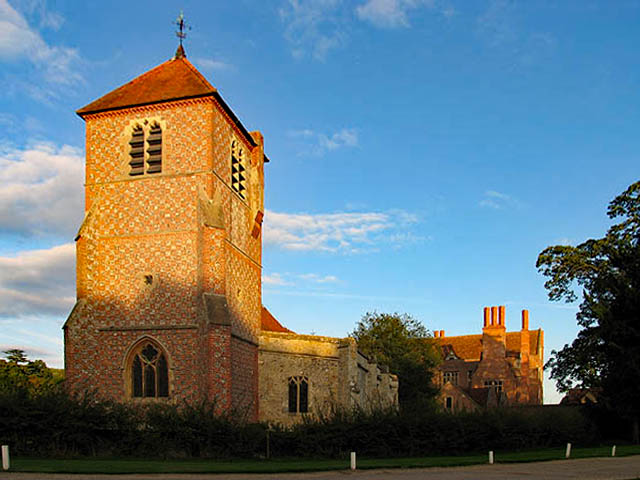
St Margaret’s Church

Am Haus aber mit einem eigenen Eingang befindet sich die im 14. Jh. errichtete St Margaret’s Church, die eine ältere Kapelle, die an dieser Stelle seit der normannischen Eroberung stand, ersetzte. Die Kirche wurde 1863 im Inneren durch den Architekten William Butterfield umgestaltet. Die Gräber von Richard Blount und seiner Frau Cecily sowie eine Erinnerungstafel an Robert Bardolf befinden sich in der Kirche.

## Mapledurham Watermill
Auf dem Gelände des Hauses, das an die Themse grenzt, befindet sich die Mapledurham Watermill, eine restaurierte Wassermühle aus dem 15. Jh.

## Darstellung in der Literatur
Der Künstler Ernest Shepard, der Der Wind in den Weiden illustrierte, zeichnete oft in dieser Gegend und Toad Hall soll entweder auf Mapledurham House oder dem nahen Hardwick House basieren.